# البدين والنحيف (نحت)
يقع النحت البدين والنحيف في مدينة تاغانروغ في روستوف أوبلاست في روسيا. يوضح التمثال شخصيات القصة القصيرة التي كتبها أنطون تشيخوف البدين والنحيف. تم بناء النصب التذكاري في عام 2010. مؤلفه هو النحات ديفيد بيغالوف.

## تاريخ
القصة المتعلقة بالنحت كتبه أنتون تشيخوف في عام 1883. ويصف زميلين في الصف يلتقيان في محطة نيكولاسفسكي. أحد منهم، ميشا، يوصف بأنه رجل سمين راضٍ عن أسلوب حياته ومصيره. الشخصية الثانية، برفيرى هو رجل نحيف ومرض. خلال المحادثة، يظهر أن الرجل النحيف هو رئيس مكتب بأجر منخفض، وعليه أن يقطع حالات السجائر الخشبية من أجل لقمة العيش. ميشا، من ناحية أخرى، أصبح عضوا في مجلس الملكة الخاص.
عندما إكتشف كل من شخصيات الوضع الاجتماعي للآخر، فالأكثر فقراً قام بتغيير سلوكه بشكل جذري.

## التركيبة
تم تمثيل في التركيبة النحتية اجتماع الأصدقاء. تم بناؤه في عام 2010 في تاغونروغ في شارع قوقول بالقرب من متحف تشيخف شوب.
التركيبة البرونزية مركبة على قاعدة منخفضة. يظهرفيها رجل النحيف مع زوجته وابنه، والرجل السمين. على الرغم من عدم وجود وصف للشخصيات، تمكن النحات ديفيد بيغالوف من التعبير عن وضعهم الاجتماعي من خلال نحته.

## روابط خارجية
- Памятник «Толстый и тонкий» изображает персонажей из одноимённого рассказа А. П. Чехова
- Таганрог. Памятники, бюсты, памятные места.
- Скульптурная композиция «Толстый и тонкий»